# NGC 3324

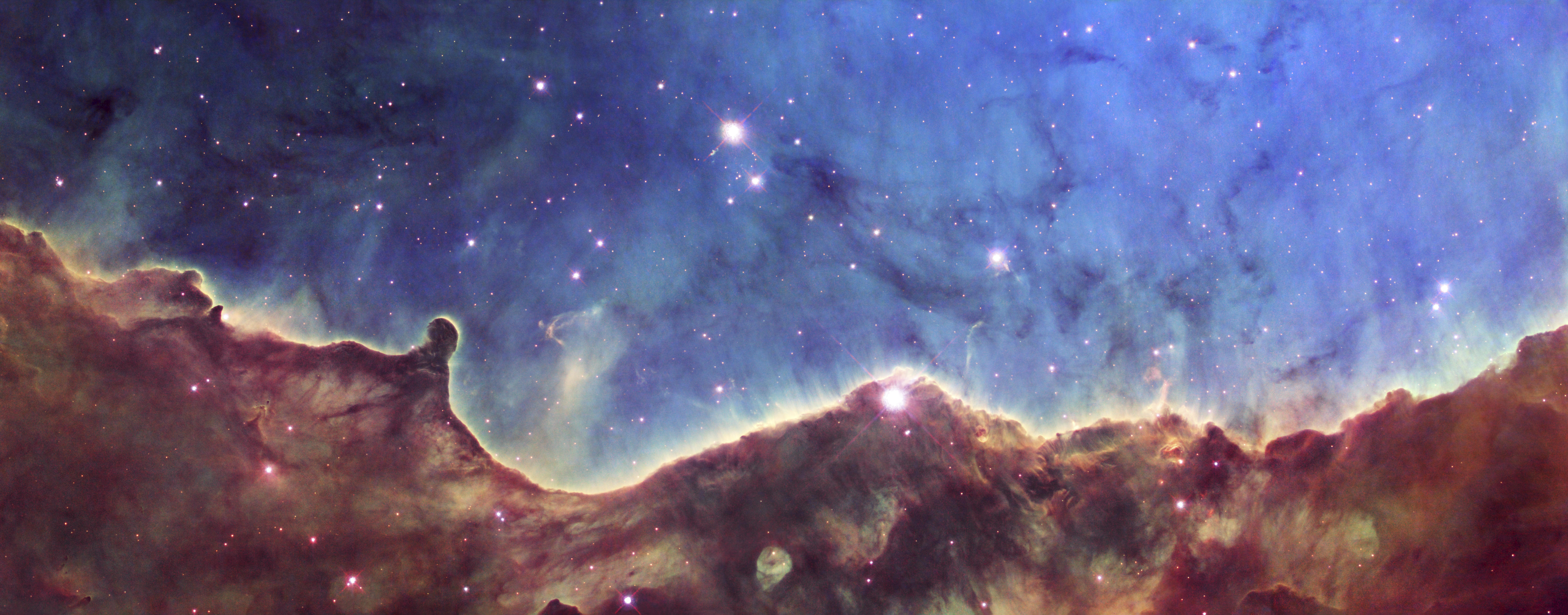
哈伯太空望遠鏡拍攝的NGC 3324

NGC 3324，又稱加夫列拉·米斯特拉爾星雲（英語：Gabriela Mistral Nebula），是一個位於船底座的疏散星團，位於船底座星雲的西北角，與地球距離約7500光年。
該星團於1826年由蘇格蘭天文學家詹姆士·丹露帕（James Dunlop）發現。

## 外部連結
- Hubble Image of NGC 3324（页面存档备份，存于） — ESA/NASA Image
- SIMBAD search results for NGC 3324（页面存档备份，存于）